# Tobias Schiegl
Tobias Schiegl (Kufstein, 5 de octubre de 1973) es un deportista austríaco que compitió en luge en la modalidad doble. Compitió siempre al lado de su primo Markus Schiegl.
Ganó catorce medallas en el Campeonato Mundial de Luge entre los años 1993 y 2008, y ocho medallas en el Campeonato Europeo de Luge entre los años 1994 y 2010.
Participó en cinco Juegos Olímpicos de Invierno, entre los años 1994 y 2010, ocupando el cuarto lugar en Nagano 1998, el sexto en Salt Lake City 2002, el cuarto en Turín 2006 y el octavo en Vancouver 2010.

## Palmarés internacional
| Campeonato Mundial | Campeonato Mundial    | Campeonato Mundial | Campeonato Mundial |
| Año                | Lugar                 | Medalla            | Prueba             |
| ------------------ | --------------------- | ------------------ | ------------------ |
| 1993               | Calgary (Canadá)      | Medalla de plata   | Equipo             |
| 1995               | Lillehammer (Noruega) | Medalla de bronce  | Equipo             |
| 1996               | Altenberg (Alemania)  | Medalla de oro     | Doble              |
| 1996               | Altenberg (Alemania)  | Medalla de oro     | Equipo             |
| 1997               | Igls (Austria)        | Medalla de oro     | Doble              |
| 1997               | Igls (Austria)        | Medalla de oro     | Equipo             |
| 1999               | Königssee (Alemania)  | Medalla de oro     | Equipo             |
| 1999               | Königssee (Alemania)  | Medalla de plata   | Doble              |
| 2000               | St. Moritz (Suiza)    | Medalla de bronce  | Equipo             |
| 2001               | Calgary (Canadá)      | Medalla de bronce  | Doble              |
| 2003               | Sigulda (Letonia)     | Medalla de plata   | Doble              |
| 2007               | Igls (Austria)        | Medalla de plata   | Doble              |
| 2008               | Oberhof (Alemania)    | Medalla de plata   | Equipo             |
| 2008               | Oberhof (Alemania)    | Medalla de bronce  | Doble              |
| Campeonato Europeo |                       |                    |                    |
| Año                | Lugar                 | Medalla            | Prueba             |
| 1994               | Königssee (Alemania)  | Medalla de bronce  | Equipo             |
| 1996               | Sigulda (Letonia)     | Medalla de plata   | Equipo             |
| 1998               | Oberhof (Alemania)    | Medalla de bronce  | Doble              |
| 1998               | Oberhof (Alemania)    | Medalla de bronce  | Equipo             |
| 2000               | Winterberg (Alemania) | Medalla de bronce  | Doble              |
| 2002               | Altenberg (Alemania)  | Medalla de plata   | Doble              |
| 2002               | Altenberg (Alemania)  | Medalla de bronce  | Equipo             |
| 2010               | Sigulda (Letonia)     | Medalla de bronce  | Doble              |